# Валок

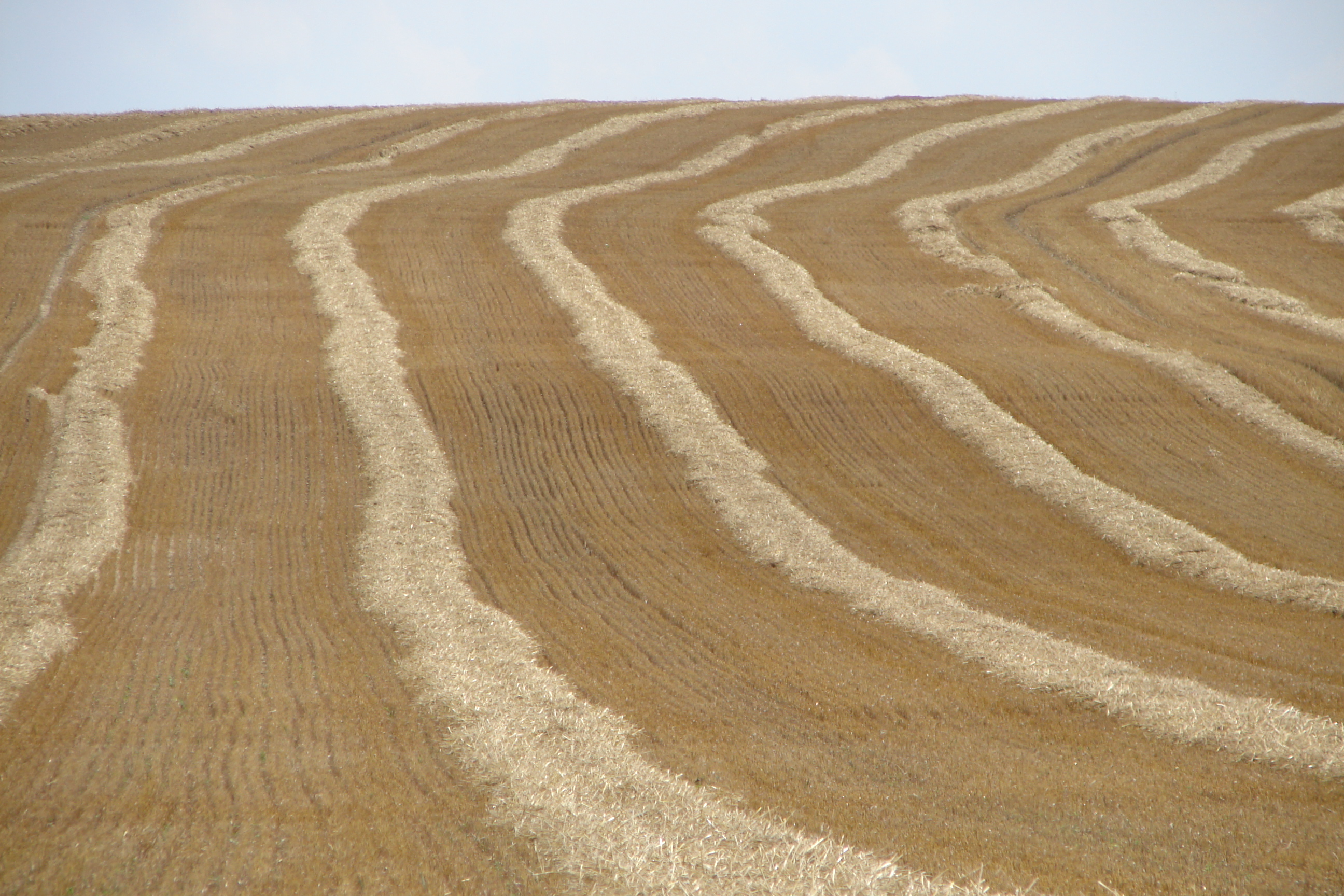
Валки из соломы вместе со стерней.

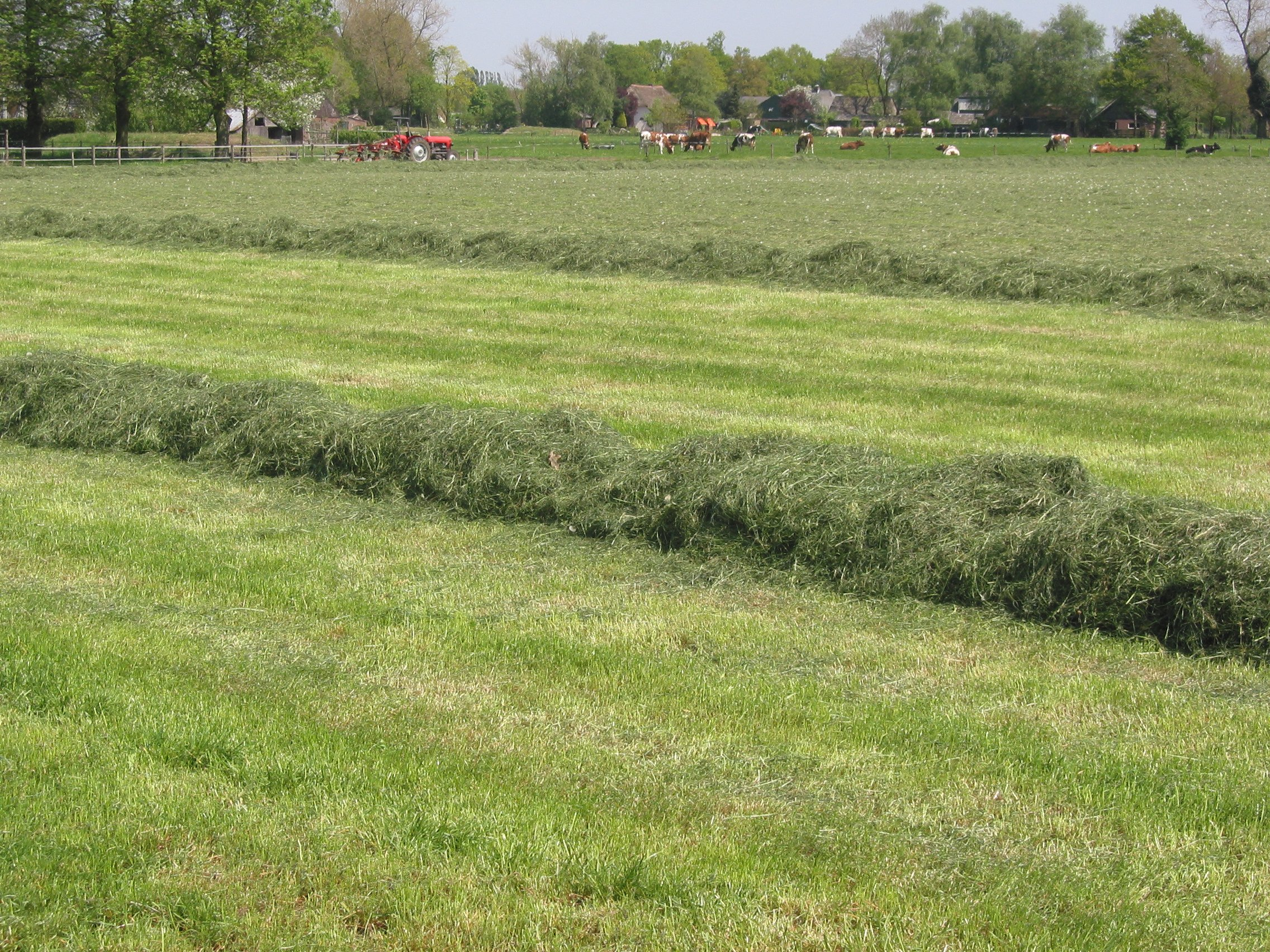
Трава на силос в ожидании сбора.

Валок — это ряд срезанного (скошенного) сена или мелкой зерновой культуры. Это позволяет высыхать перед прессованием. Что касается сена, то валок часто образуют сенокосные грабли, которые сгребают сено, срезанное косилкой или косой, в ряд, или он может естественным образом образовываться при сенокосе. Для небольших зерновых культур, которые должны быть собраны, валок формируется косилкой-плющилкой, которая одновременно срезает урожай и формирует валок, либо жаткой зерноуборочного комбайна с функцией валкования.
По аналогии этот термин может также применяться к ряду любых других материалов, таких как снег, земля или материалы для сбора.
- Снежные валки создаются снежными плугами при расчистке дорог от снега; там, где это блокирует проезды, валок может потребовать удаления. Снег, уложенный в центр улицы, можно убрать снегоуборщиком и грузовиком. При подготовке пруда или озера для резки льда снег на поверхности льда, который замедляет замерзание, может быть сгреблен и свален[2].
- Земляные валки могут формироваться грейдерами при оценке земляных работ или грунтовых дорог.
- Листовые валки могут потребоваться для муниципального сбора.
- Ископаемые валки — это группа ископаемых, которые были отложены вместе в результате турбулентности или воздействия волн в морской или пресноводной среде. Окаменелости одинаковой формы и размера обычно обнаруживаются сгруппированными или сортированными вместе в результате разделения по весу и форме.
- Морские водоросли образуются на поверхности моря или озера из-за цилиндрической циркуляции Ленгмюра непосредственно под поверхностью, вызванной действием ветра.

Компостирование с помощью валков — это крупномасштабная система вермикомпостирования, при которой садовые и другие биоразлагаемые отходы измельчаются, смешиваются и сваливаются для компостирования.